# 필 더 보이드
필 더 보이드(למלא את החלל, Lemale et ha'halal, FILL THE VOID)는 이스라엘에서 제작된 라마 버쉬테인 감독의 2012년 드라마 영화이다. 하다스 야론 등이 주연으로 출연하였다.

## 출연

### 주연
- 하다스 야론
- 이프타크 클레인
- 라지아 이스라에리
- 르나나 라즈

## 제작진
- 프로듀서: 아사프 아미르